# Виљем VIII од Монпељеа
Вилијам VIII, француски: Гијом VIII од Монпеље, Оситански: Гијем VIII, (ум. 1202) је био господар Монпељеа.

## Биографија
Био је син Вилијама VII лорда од Монпељеа и Матилде од Бургундије, ћерке Хуга II војводе од Бургундије.
Из првог брака са Евдокијом Комнин имао је једну ћерку. Да би добио наследника, развео се од ње и поново оженио Агнезом од Кастиље. Али папа је пресудио да је Вилијамов брак са Агнезом нелегитиман и Марија је заузела свој ранији положај.
Вилијам VIII је био покровитељ трубадура. Арно де Маре је дошао у његов двор када је напустио пратњу Азалеа из Тулуза, и бар једна Арноова песма је упућена њему.

## Породица
Оженио се Евдокијом Комнин - ћерком Исака Комнина -, братаницом цара Манојла I Комнина, цара Римљана.. Имали су једну ћерку:
- Марија 1182-1213, удала се прво за Рејмонда-Годфрија, виконта од Марсеја, затим за грофа Бернарда IV, а затим за Петра II из куће Барселона, краља Арагона, са којим има сина: Ђаумеа I (Јаков) од Арагона 1208-1276, краљ Арагона.

У недостатку мушког наследника, Вилијам се развео од Евдокије, пославши је у манастир у Аријану. Тада је Вилијам VIII склопио други брак са Агнезом од Кастиље и добио децу:
- Вилијам IX је владао 1202-1204, господар Монпељеа.[тражи се извор]
- Аимард, абв.1199.[тражи се извор]
- Бергунио.
- Бернард Вилиам.
- Тортокета.